# Gwiazdka Krakowska
Gwiazdka Krakowska – dwutygodnik informacyjny wydawany w Krakowie od 24 grudnia 1880 do 2 kwietnia 1881 pod redakcją J. Gadowskiego. Ukazało się łącznie osiem numerów. Na łamach pisma ukazywały się wiadomości z kraju i zagranicy, kroniki i artykuły historyczne. Od numeru 9 pismo przekształciło się w „Gazetę Krakowską” planując poszerzyć zakres pisma równocześnie zmieniając częstotliwość wydawania na tygodnik. Redakcja pisma mieściła się w drukarni L. Anczyca przy ulicy Starowiślnej 76.